# Hans Olofsson (golfspelare)

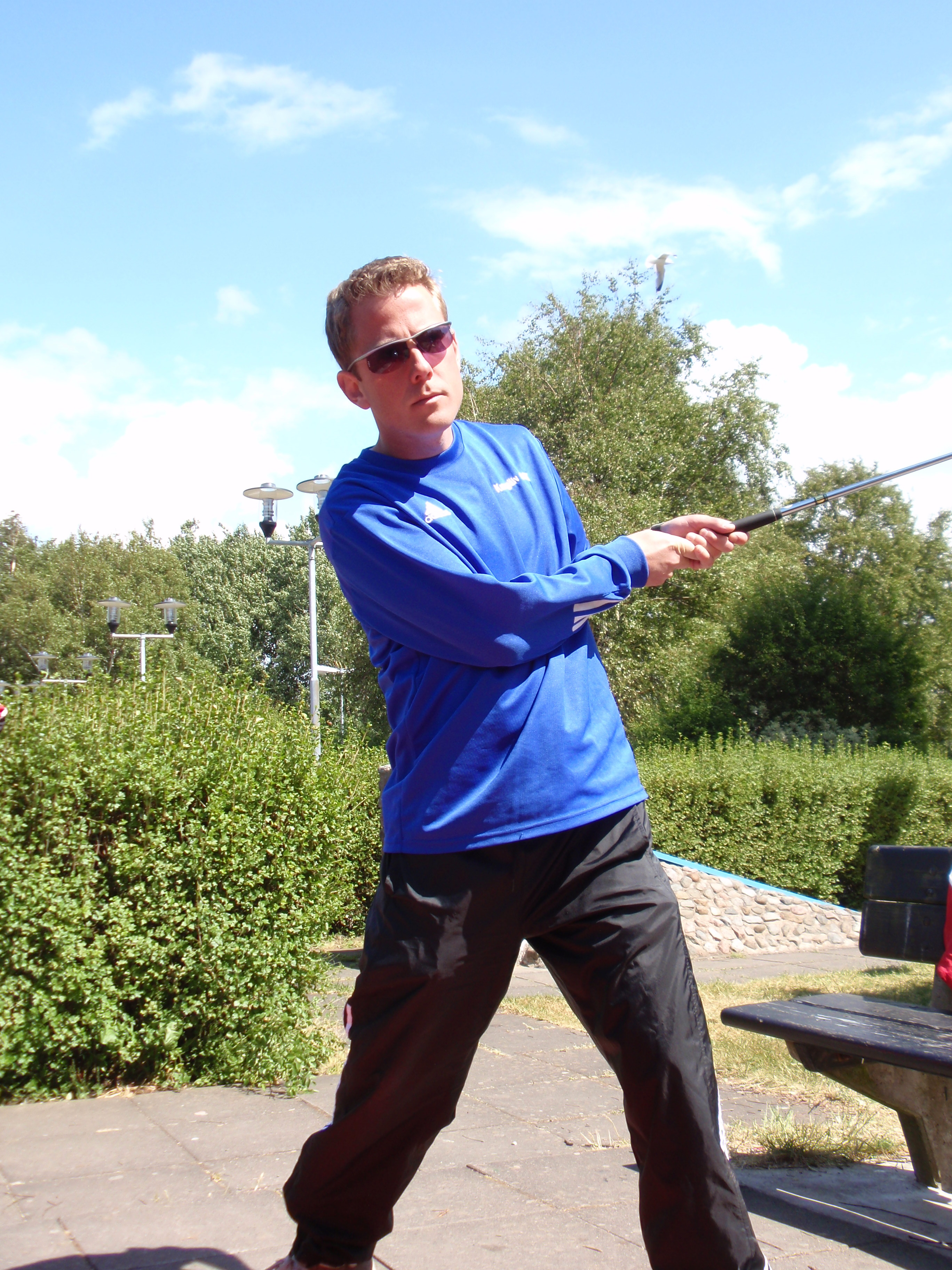
Hans Olofsson

Hans Olofsson, född 1974, är en framgångsrik svensk bangolfare.
Hans Olofsson var en del av Sundbyberg Bangolfklubbs framgångsrika lag som vann Elitserien 1996 och 1997. Olofsson har på senare år spelat en hel del MOS, så kallad minigolf open standard. Bland annat har detta renderat i två US Masters segrar.
Han är också aktiv inom sporten när det gäller att skapa förutsättningar. Han driver företag som relaterar till sporten och kan kallas en riktig bangolfentreprenör.
Moderklubb var Kungälv BGK

## Meriter
- JSM-guld 1989-1992
- JEM-brons 1991 ind
- JEM-guld 1991 lag
- EM-brons 1994 ind
- EM-guld 1994 lag
- SM-guld EB 1999 ind inomhus
- VM-guld 2001 lag
- SM-guld EB 2001 ind
- SM-guld filt 2002 ind
- VM-guld 2003 lag
- US Masters seger 2005 & 2006